# 2280 Kunikov
2280 Kunikov је астероид главног астероидног појаса са средњом удаљеношћу од Сунца која износи 2,179 астрономских јединица (АЈ).
Апсолутна магнитуда астероида је 13,5.